# Marina Rebeka
Marina Rebeka (Riga, 10 settembre 1980) è un soprano lettone.

## Carriera
A partire dal suo debutto al Festival di Salisburgo nel 2009, sotto la Direzione di Riccardo Muti, Marina Rebeka è stata chiamata ad esibirsi nei più prestigiosi teatri d’opera e sale da concerto in tutto il mondo: Metropolitan Opera e Carnegie Hall (New York), Teatro alla Scala (Milano), Royal Opera House Covent Garden (Londra), Concertgebouw (Amsterdam), Bayerische Staatsoper (Monaco di Baviera), Wiener Staatsoper e Musikverein (Vienna) ed Opera di Zurigo.
Ha collaborato abitualmente con importanti direttori d’orchestra come Riccardo Muti, Zubin Mehta, Antonio Pappano, Myung-whun Chung, Riccardo Chailly, Fabio Luisi, Yannick Nézet-Séguin, Daniele Gatti, Marco Armiliato, Michele Mariotti, Thomas Hengelbrock, Paolo Carignani, Stéphane Denève, Kent Nagano e Ottavio Dantone.
È dotata di duttilitá vocale con un repertorio che spazia dal barocco (Händel) a Britten (War Requiem), passando per il belcanto (Rossini, Bellini, Donizetti), Verdi (Simon Boccanegra) e Tchaikovsky (Eugene Onegin).
Attiva e vivace interprete nel repertorio concertistico, si è esibita in recital al Rossini Opera Festival di Pesaro, al “Rudolfinum” Concert Hall di Praga, alla St. John´s Hall di Londra, e in numerosi concerti, tra cui al Teatro alla Scala, Großes Festspielhaus di Salisburgo, Palau de la Música Catalana di Barcellona ed al Festspielhaus di Baden-Baden, accompagnata da celebri orchestre come la Mahler Chamber Orchestra, Royal Scottish National Orchestra, Orchestra Filarmonica Ceca, Orchestra del Teatro Comunale (Bologna), i Wiener Philharmoniker nonché la Filarmonica della Scala.
Il suo primo Album “Mozart Arias” con Speranza Scappucci e Royal Liverpool Philharmonic Orchestra è stato pubblicato da EMI (Warner Classics) nel novembre 2013, e il suo album successivo “Amor fatale” – arie di Rossini con Marco Armiliato e la Münchner Rundfunkorchester  è uscito con BR-Klassik nell’estate 2017.
Nata a Riga, Marina Rebeka ha avviato i suoi studi musicali nel paese di origine, proseguendoli e perfezionandoli in Italia, ove ha conseguito il diploma di canto presso il Conservatorio Santa Cecilia a Roma (2007). Durante gli studi ha preso parte all’Accademia estiva del Festival di Salisburgo e all’Accademia Rossiniana di Pesaro. È stata la prima artista in assoluto ad essere nominata "Artist in residence" nella stagione 2017/18 dalla BR Münchner Rundfunkorchester di Monaco di Baviera.
Nel dicembre 2016 le è stato conferito l’Ordine delle Tre Stelle, il più alto riconoscimento della Repubblica di Lettonia, per i suoi successi in campo culturale.

## Discografia
- 2013: CD Gioachino Rossini: Petite messe solennelle, Orchestra e Coro della Accademia Nazionale di S.Cecilia, Antonio Pappano (EMI)
- 2013: CD Wolfgang Amadeus Mozart: Opera arias, Royal Liverpool Philharmonic Orchestra, Speranza Scappucci (Warner Music)
- 2015: DVD Gioachino Rossini: Guillaume Tell, Juan Diego Florez, Nicola Alaimo,  Orchestra e Coro del Teatro Comunale di Bologna, Michele Mariotti (DECCA)
- 2016: DVD Giuseppe Verdi: La traviata, Francesco Demuro, Thomas Hampson, NDR Radiophilharmonie, Keri-Lynn Wilson (Naxos)
- 2017: CD Gioachino Rossini: Amor fatale, Münchner Rundfunkorchester, Marco Armiliato (BR-Klassik)
- 2018: CD Giuseppe Verdi: Luisa Miller (Live), Ivan Magrì, George Petean, Münchner Rundfunkorchester, Ivan Repušić (BR-Klassik)
- 2018: CD Wolfgang Amadeus Mozart:: La clemenza di Tito (Live), Rolando Villazón, Joyce DiDonato,  Chamber Orchestra of Europe, RIAS Kammerchor, Yannick Nézet-Séguin (Deutsche Grammophon)
- 2018: CD Spirito, Orchestra e Coro del Teatro Massimo di Palermo, Jader Bignamini (Prima Classic)
- 2019: CD Giuseppe Verdi: La traviata, Charles Castronovo, George Petean, Latvian Festival Orchestra, State Choir Latvija, Michael Balke (Prima Classic)
- 2019: DVD Giuseppe Verdi: Simon Boccanegra, Luca Salsi, Charles Castronovo, René Pape, Wiener Philharmoniker, Valery Gergiev (Unitel)
- 2020: CD Elle – French Opera Arias, Sinfonieorchester St. Gallen, Michael Balke (Prima Classic)
- 2021: CD Credo, Sinfonietta Rīga, Latvian Radio Choir, Modestas Pitrėnas (Prima Classic)
- 2021: CD Vincenzo Bellini: Il Pirata, Javier Camarena, Franco Vassallo,  Orchestra e coro del Teatro Bellini di Catania, Fabrizio Maria Carminati (Prima Classic; 2022 ICMA Opera Recording Award)
- 2022: CD Voyage, Mathieu Pordoy (Palazzetto Bru Zane - Prima Classic)
- 2023: CD Giuseppe Verdi: Otello, Andrea Bocelli, Massimo Cavalletti, Orchestra e coro del Teatro Carlo Felice di Genova, Steven Mercurio (Decca - Apple Music)
- 2023: CD Gaspare Spontini: La Vestale, Stanislas de Barbeyrac, Tassis Christoyannis, Aude Extrémo, Nicolas Courjal, David Witczak, Les Talens Lyriques, Flemish Radio Choir, Christophe Rousset (Palazzetto Bru Zane)
- 2023: CD Essence, Wroclaw Opera Orchestra, Marco Boemi (Prima Classic)
- 2024: CD Vincenzo Bellini: Norma, Karine Deshayes, Luciano Ganci, Marko Mimica, Orquesta y Coro del Teatro Real, Madrid, John Fiore (Prima Classic)

## Repertorio
| Ruolo                                 | Titolo                  | Autore      |
| ------------------------------------- | ----------------------- | ----------- |
| Imogene                               | Il pirata               | Bellini     |
| Norma                                 | Norma                   | Bellini     |
| Leïla                                 | Les pêcheurs de perles  | Bizet       |
| Micaëla                               | Carmen                  | Bizet       |
| Tat'jana                              | Evgenij Onegin          | Čajkovskij  |
| Médée                                 | Médée                   | Cherubini   |
| Anna Bolena                           | Anna Bolena             | Donizetti   |
| Adina                                 | L'elisir d'amore        | Donizetti   |
| Maria Stuarda                         | Maria Stuarda           | Donizetti   |
| Lucia Ashton                          | Lucia di Lammermoor     | Donizetti   |
| Marguerite                            | Faust                   | Gounod      |
| Juliette                              | Roméo et Juliette       | Gounod      |
| Agilea                                | Teseo                   | Händel      |
| Ginevra                               | Ariodante               | Händel      |
| Nedda                                 | Pagliacci               | Leoncavallo |
| Thaïs                                 | Thaïs                   | Massenet    |
| Elettra                               | Idomeneo                | Mozart      |
| Donna Anna Donna Elvira               | Don Giovanni            | Mozart      |
| Fiordiligi                            | Così fan tutte          | Mozart      |
| Vitellia                              | La clemenza di Tito     | Mozart      |
| Antonia                               | Les Contes d'Hoffmann   | Offenbach   |
| Mimì Musetta                          | La bohème               | Puccini     |
| Cio-Cio-san                           | Madama Butterfly        | Puccini     |
| Liù                                   | Turandot                | Puccini     |
| Anna Erisso                           | Maometto secondo        | Rossini     |
| Contessa di Folleville Madama Cortese | Il viaggio a Reims      | Rossini     |
| Anaï                                  | Moïse et Pharaon        | Rossini     |
| Mathilde                              | Guillaume Tell          | Rossini     |
| Julia                                 | La Vestale              | Spontini    |
| Lucrezia Contarini                    | I due Foscari           | Verdi       |
| Giovanna                              | Giovanna d'Arco         | Verdi       |
| Lida                                  | La battaglia di Legnano | Verdi       |
| Luisa                                 | Luisa Miller            | Verdi       |
| Violetta Valery                       | La traviata             | Verdi       |
| Leonora                               | Il trovatore            | Verdi       |
| Elena                                 | I vespri siciliani      | Verdi       |
| Amelia Grimaldi                       | Simon Boccanegra        | Verdi       |
| Élisabeth de Valois                   | Don Carlos              | Verdi       |
| Aida                                  | Aida                    | Verdi       |
| Desdemona                             | Otello                  | Verdi       |